# 粗糙柱星螅
粗糙柱星螅（学名：Stylaster scabiosus）一种分布于北太平洋海域的水螅珊瑚，隶属于柱星螅科柱星螅属。本种最早由挪威动物学家亚尔马·布罗克（Hjalmar Broch）于1935年描述。